# Aage Eriksen
Aage Eriksen   (Notodden, 5 de maig de 1917 - Notodden, 17 de juny de 1998) va ser un lluitador noruec, especialista en lluita grecoromana, que va competir durant les dècades de 1940 i 1950.
El 1948 va prendre part en els Jocs Olímpics de Londres, on guanyà la medalla de plata en la competició del pes lleuger del programa de lluita grecoromana. Quatre anys més tard, als Jocs de Hèlsinki, quedà eliminat en sèries en la mateixa competició.